# Emenista bisinuosa
Emenista bisinuosa är en spindelart som beskrevs av Simon 1894. Emenista bisinuosa ingår i släktet Emenista och familjen täckvävarspindlar. Inga underarter finns listade i Catalogue of Life.